# Mammo
Mammo to indyjski dramat z 1994 roku zrealizowany przez reżysera artystycznego kina Shyam Benegala. W roli tytułowej Farida Jalal, u jej boku Surekha Sikri i Rajit Kapur.
To pierwszy z filmów muzułmańskiej trylogii Shym Benegala. Kolejne to Sardari Begum  (1996) i Zubeidaa (2001), a dziesięć lat później Benegal zrealizował Well Done Abba (2010). W filmie gazel - Yeh Faasle

## Fabuła
13-letni muzułmański chłopiec, Riyaz (Amit Phalke) żyje w Mumbaju przekonany, że oboje rodziców stracił w wypadku samochodowym. Wychowuje go  wciąż na wszystko narzekająca babka Fayyazi (Surekra Sikri). Pewnego dnia życie ich zmienia się wraz z nagłym przyjazdem z Pakistanu jej siostry Memoody Begum zwanej Mammo (Farida Jalal). Chłopcu nie pasuje obecność głośnej, zagadującej do każdego człowieka, entuzjastycznej ciotki. Wstydzi się jej przed bogatszymi od siebie kolegami z chrześcijańskiej szkoły. Z czasem jednak  okazuje się, że Mammo jest, komu może się on zwierzyć ze swoich marzeń o pisaniu, kto słucha go z miłością i zrozumieniem, kto wybacza mu jego błędy czy słabości. On sam też poznaje historię jej życia. Mammo wyszła za mąż za człowieka z Lahore. Po podziale Indii w 1947 roku muzułmanie z Lahore stali się automatycznie obywatelami Pakistanu. Mammo przeżyła tam mimo bezdzietności szczęśliwy czas z mężem. Gdy zmarł, nie broniona przez nikogo Mammo stała się obiektem upokorzeń ze strony jego rodziny. Przyjechała więc do Mumbaju, by zamieszkać z siostrą, ale dla Indii – mimo że urodziła się w Panipacie, 90 km od Delhi – Mehmooda Begum Anwar Ali pozostaje obywatelką Pakistanu z czasową wizą – zagrożoną deportacją.

## Obsada
- Farida Jalal jako Mammo
- Surekha Sikri jako Fayyazi, babka Riyaza
- Amit Phalke jako Riyaz (chłopiec)
- Rajit Kapoor jako Riyaz (dorosły)
- Himani Shivpuri jako Anwari
- Shrivallabh Vyas jako Sabir
- Sandeep Kulkarni jako Inspektor Apte

## Nagrody
- National Film Award za film w 1995
- Farida Jalal  - Nagroda Filmfare Krytyków dla Najlepszego Aktora
- Surekha Sikri  - National Film Award dla Najlepszej Aktorki Drugoplanowej